# 1 de julio
El 1 de julio es el 182.º (centésimo octogésimo segundo) día del año en el calendario gregoriano y el 183.º en los años bisiestos, el primero del segundo semestre (julio-diciembre) de cada año. Quedan 183 días para finalizar el año.
Este día es el punto medio de un año bisiesto, ya que este día es el 183.º y quedan 183 días restantes en el año.

## Acontecimientos
- 552: en Italia, fuerzas bizantinas lideradas por Narsés derrotan a los ostrogodos. Durante la lucha, el rey Totila resulta mortalmente herido.
- 612: en la Hispania visigoda, el rey Sisebuto aprueba la ley contra los judíos.
- 971: el califa de Al-Ándalus Alhakén II, recibe una embajada del conde de Barcelona Borrell II, quien se presenta con treinta cautivos musulmanes como presente.
- 985: el caudillo andalusí Almanzor comienza el asedio de Barcelona. La flota califal bloquea el Puerto de Barcelona mientras desde tierra se emplean catapultas para lanzar cabezas de prisioneros sobre la ciudad, a razón de mil al día de acuerdo con las crónicas de la época.
- 1016: en el contexto de la Fitna de al-Ándalus, concluye el asedio de Córdoba por las fuerzas de Alí ben Hamud al-Násir, quien mandaría decapitar al califa Sulaimán y se proclamaría sexto Califa de Córdoba.
- 1097: en Anatolia (actual Turquía) los cruzados liderados por el príncipe Bohemundo de Tarento vencen a las fuerzas selyúcidas turcas del sultán Kilij Arslan I en la batalla de Dorilea.
- 1109: en España, Urraca La Temeraria hereda la corona de León al fallecer su padre, el rey Alfonso VI, convirtiéndose en la primera mujer de Europa en ejercer un reinado de pleno derecho.
- 1431: en Atarfe (Granada) las tropas de Juan II de Castilla vencen a los ejércitos nazaríes de Granada, dirigidos por el rey Muhammed IX, en la que se conoció como batalla de la Higueruela.
- 1547: en Roma, el papa Paulo III crea la diócesis de Paraguay.
- 1569: Unión de Lublin: el Reino de Polonia (1385-1569) y el Gran Ducado de Lituania confirman una unión real.
- 1690: en Irlanda sucede la Revolución gloriosa (el derrocamiento del rey Jacobo II).
- 1751: en París se publica el primer tomo de la Enciclopedia o diccionario razonado de las ciencias, las artes y los oficios.
- 1766: en la plaza de la villa de Abbeville (Francia), el joven aristócrata ateo François-Jean Lefebvre (20), es torturado, en su pecho se fija con un largo clavo el Diccionario filosófico de Voltaire (1694-1778) y es quemado en una hoguera por el delito de no haber saludado a una procesión religiosa católica.
- 1770: el cometa Lexell pasa más cerca de la Tierra que cualquier otro cometa de la Historia humana, a solo 0,0146 UA (unidades astronómicas) o 2,19 millones de kilómetros (en comparación, la Luna se encuentra a 380.000 kilómetros).
- 1798: Llegan las tropas francesas comandadas por Napoleón Bonaparte al puerto egipcio de Alejandría. Comienza la invasión militar y la exploración científica de ese país.
- 1823: el Congreso Constituyente de las Provincias Unidas del Centro de América aprueba una declaración que establece la independencia absoluta del territorio centroamericano.
- 1853: en Chile se vende el primer sello postal.
- 1858: en la Sociedad Linneana de Londres (Reino Unido), Charles Darwin y Alfred Russel Wallace realizan una lectura conjunta de sus textos que establecen los principios de la teoría de la evolución mediante la selección natural.
- 1861: en la Ciudad del Vaticano se publica la primera edición del L’Osservatore Romano.
- 1863: en Surinam se celebra el Keti Koti (Día de la Emancipación), que marca el fin de la esclavitud en los Países Bajos.
- 1863: en los Estados Unidos, en el marco de la Guerra de Secesión, comienza la batalla de Gettysburg.
- 1867: Canadá se independiza parcialmente del Imperio británico.
- 1874: en Filadelfia (Estados Unidos) se abre el primer zoológico público.
- 1874: Bolivia y Chile firman el segundo tratado de límites, que sustituye el firmado en 1866. Chile renuncia a los territorios en la zona comprendida en los paralelos 24 y 25. A cambio el gobierno de Bolivia se compromete a no incrementar los impuestos sobre el salitre durante los próximos 25 años, es decir, hasta 1899.
- 1879: en la provincia Gansu (China), un terremoto de magnitud 8,0 en la escala de Richter deja un saldo de 29 480 víctimas.
- 1881: en Caracas (Venezuela) sale el primer número de la Revista Venezolana, con 32 páginas escritas por el poeta y patriota cubano José Martí.
- 1890: Canadá y las islas Bermudas quedan unidos por un cable telegráfico submarino.
- 1898: en Santiago de Cuba ―en el marco de la guerra hispano-estadounidense― 15 000 estadounidenses y 4000 guerrilleros independentistas cubanos vencen a 800 españoles en la batalla de las Colinas de San Juan; mueren 2000 cubanos y 600 españoles.
- 1903: en Montgeron (Francia) comienza el primer Tour de Francia de la historia.
- 1904: en San Luis (Estados Unidos) se inauguran los terceros Juegos Olímpicos de la era moderna.
- 1904: en Leverkusen (Alemania) se funda el club de fútbol Bayer 04 Leverkusen.
- 1905: en Gijón (España), se funda el Real Sporting de Gijón.
- 1906: en Lisboa (Portugal), se funda el club de fútbol Sporting de Portugal.
- 1908: se adopta SOS como señal de socorro internacional.
- 1911: en Buenos Aires (Argentina) se inaugura el ferrocarril Midland entre Puente Alsina y Carhué.
- 1911: en Buenos Aires se funda el Club Atlético Nueva Chicago.
- 1912: en la provincia de Buenos Aires se funda la entidad deportiva Argentina Club Almirante Brown
- 1916: en el marco de la Primera Guerra Mundial, comienza la batalla del Somme.
- 1920: en Estados Unidos entra en vigor la denominada ley seca que prohíbe la venta de bebidas alcohólicas.
- 1921: se aplica por primera vez la vacuna contra la tuberculosis, desarrollada por los científicos franceses Albert Calmette y Camille Guérin.
- 1921: Se funda el Partido Comunista de China.
- 1922: en la ciudad argentina de Rafaela (provincia de Santa Fe), se funda la Liga Rafaelina de Fútbol.
- 1924: en Japón, Kawasaki se convierte oficialmente en ciudad.
- 1924: en los Estados Unidos la organización racista Ku Klux Klan desencadena una ola de violencia racial.
- 1924: se proclama la República Popular de Mongolia.
- 1935: en Canadá, la policía de Regina (Saskatchewan) y la Policía Montada de Canadá emboscan a los trabajadores que participan en la huelga nacional de Ottawa. Matan a uno y hieren a decenas.
- 1935: en Alemania se funda la sociedad conocida como la Ahnenerbe.
- 1940: en Cuba se aprueba la Constitución cubana de 1940.
- 1941: a las 13:29 horas se emite el primer anuncio televisivo de la historia en la cadena de Nueva York WNBT. El anunciante era la empresa de relojes Bulova y pagó 9 dólares estadounidenses por un anuncio de 10 segundos. Se emitió en el descanso del partido de béisbol que enfrentó a los Brooklyn Dodgers contra los Philadelphia Phillies.
- 1942: cerca de la ciudad mediterránea de El Alamein ―en el marco de la Segunda Guerra Mundial― se libra la primera batalla de El Alamein.

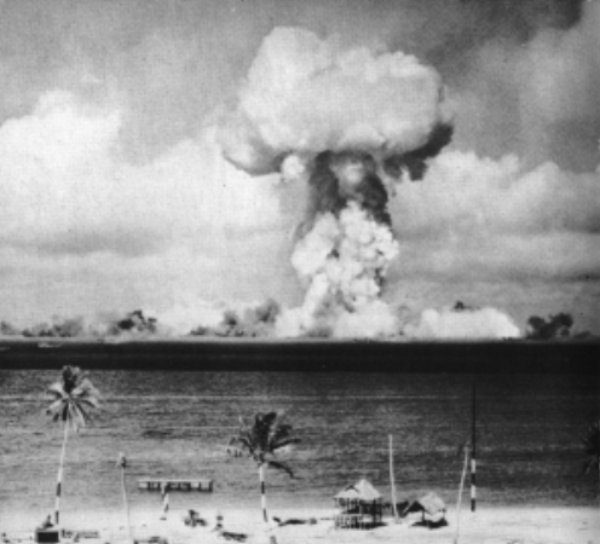
Estados Unidos expulsó a unos 4000 nativos del atolón Bikini para detonar la bomba atómica Able (1946).

- 1946: sobre el atolón Bikini (en medio del océano Pacífico), Estados Unidos deja caer la bomba atómica Able (la cuarta detonación nuclear de la Historia humana, y la primera después de los bombardeos atómicos sobre Hiroshima y Nagasaki en agosto de 1945). El material fisionable era el tristemente famoso Núcleo del Demonio. En 1968 reinstaló en este atolón a los 4000 nativos que habían vivido allí hasta 1946, pero debido a las enfermedades tuvo que volver a expulsarlos a otras islas más lejanas.
- 1947: en La Habana se funda la emisora Radio Reloj.
- 1949: en India se unen dos estados monárquicos, Cochín y Travancore, y se convierten en el estado de Thiru-Kochi (que más tarde se reorganizará como el estado de Kerala).
- 1949: en la provincia filipina de Dávao del Sur se crea el municipio de Padada.
- 1957: comienza el Año Geofísico Internacional.
- 1957: en el Sitio de pruebas de Nevada, Estados Unidos hace detonar en un experimento de seguridad la bomba de hidrógeno Coulomb-A, que no explota. Es la bomba número 94 del total de 1054 bombas atómicas que hizo detonar ese país entre 1945 y 1992.
- 1958: en el atolón Enewetak (islas Marshall, en medio del océano Pacífico), Estados Unidos detona su bomba atómica n.º 144: Sequoia, de 5,2 kilotones.
- 1958: en Canadá comienza la inundación controlada del canal del San Lorenzo (de 3700 km).
- 1960: Somalia se independiza de Italia y del Reino Unido.
- 1960: Ghana se independiza del Imperio británico y se convierte en república. El político Kwame Nkrumah se vuelve su primer ministro (ya que la reina Isabel II deja de ser jefa de Estado).
- 1962: Burundi y Ruanda se independizan de Bélgica.
- 1963: el Gobierno británico admite que el diplomático Kim Philby trabajó como agente soviético.
- 1966: en República Dominicana, Joaquín Balaguer asume la presidencia.
- 1966: en Cuenca se inaugura el Museo Español de Arte Abstracto.
- 1966: en Toronto (Canadá) se lleva a cabo la primera transmisión de televisión a color de ese país.
- 1967: Estados Unidos lanza el satélite de estudio geodésico Dodge.
- 1967: entra en vigor el Tratado de Bruselas de 1965.
- 1972: en la ciudad de Londres (Reino Unido) se lleva a cabo la primera marcha del orgullo gay.
- 1973: en EE. UU. se crea la Administración para el Control de Drogas (DEA).
- 1974: en Buenos Aires, Argentina, muere el presidente Juan Domingo Perón y es sucedido por la vicepresidenta María Estela Martínez de Perón, su viuda. Quien se convirtió en la primera presidenta mujer en la historia latinoamericana.
- 1976: Madeira se independiza de Portugal.
- 1976: en España dimite Carlos Arias Navarro, último presidente del Gobierno nombrado por el dictador Francisco Franco.
- 1978: en Australia, el Territorio del Norte obtiene el autogobierno.
- 1979: la empresa japonesa Sony presenta el walkman (reproductor de casetes).
- 1980: en Canadá, la canción O Canada se convierte en el himno nacional de ese país.
- 1982: en Argentina ―en el marco de la sangrienta dictadura cívico-militar (1976-1983)― el general Reynaldo Bignone asume el poder tras la presidencia interina de facto del general Alfredo Oscar Saint-Jean.
- 1983: en las montañas Futa Yallon (Guinea-Bisáu) se estrella un avión norcoreano Ilyushin Il-62M. Mueren las 23 personas a bordo.
- 1986: Inicio de la visita del papa Juan Pablo II a Colombia que dura 7 días y recorre 10 ciudades.
- 1988: en Genk (Bélgica) se fusionan los clubes de fútbol KFC Winterslag y Waterschei Thor, creando el Koninklijke Racing Club Genk.
- 1991: en Praga (Checoslovaquia) se disuelve el Pacto de Varsovia.
- 1993: en España se fundan oficialmente la Universidad de Jaén y la de Huelva.
- 1997: el Reino Unido traspasa el control de Hong Kong a China, después de 155 años de colonia.
- 1997: en Mondragón (España), la Guardia Civil encuentra al funcionario de prisiones José Antonio Ortega Lara en un zulo, secuestrado por la banda terrorista ETA durante 532 días.
- 1999: tras casi 300 años desde la firma del Acta de Unión, el nuevo Parlamento escocés recibe sus poderes de Londres y la Reina Isabel II lo abre oficialmente.
- 2000: en Latinoamérica se estrena oficialmente el animé Digimon.
- 2002: entra en vigencia el Estatuto de Roma que crea la Corte Penal Internacional, que se establece para juzgar a individuos por genocidio, crímenes de guerra y crímenes de lesa humanidad.
- 2002: cerca de Überlingen, entre Alemania y Suiza, chocan en vuelo un avión de Bashkirian Airlines y un avión alemán Boeing 757 de carga de la empresa DHL (accidente del Lago de Constanza). Mueren las 71 personas a bordo.
- 2004: el equipo colombiano Once Caldas se proclama campeón de la Copa Libertadores, venciendo en la final a Boca Juniors de Argentina.
- 2004: entre la 1:12 y las 2:48 UTC, la nave espacial Cassini–Huygens se inserta en la órbita de Saturno.
- 2009: en Panamá, el empresario Ricardo Martinelli asume la presidencia.
- 2010: en España, Sandro Rosell asume la presidencia del FC Barcelona.
- 2011: en España, la policía detiene a Teddy Bautista ―director de la SGAE― y a ocho directivos por delitos societarios y de apropiación indebida.
- 2011: en Paraguay, el Congreso Nacional promulga la celebración del "Día de la Polka paraguaya" el 15 de septiembre de cada año, mediante la Ley N.º 4366.
- 2012: en México, Enrique Peña Nieto ―candidato de la coalición Compromiso por México― es elegido presidente de México. Duró en su cargo hasta 2018.
- 2012: la selección de fútbol de España gana la UEFA Euro 2012 celebrada en Polonia y Ucrania, siendo la primera selección de fútbol de la historia que logra conseguir dos títulos continentales consecutivos y la primera en hacer un triplete (Eurocopa, Mundial, Eurocopa).
- 2013: Integración de Croacia a la Unión Europea.
- 2014: en Panamá, Juan Carlos Varela toma posesión como presidente constitucional.
- 2015: en España, entra en vigor la nueva Ley de Seguridad Ciudadana.
- 2018: el yacimiento arqueológico de Medina Azahara, en Córdoba (España) es declarado Patrimonio de la Humanidad por la Unesco.
- 2018: en México, Andrés Manuel López Obrador, candidato de la coalición Juntos Haremos Historia, es elegido presidente de México, con un histórico resultado del 53% de los votos contados, siendo la primera vez en la Historia de México en que un candidato de izquierda es elegido presidente de México.
- 2019: en la Ciudad de México, comienza los trabajos de mantenimento mayor al Tren Ligero de la Ciudad de México en el tramo Estadio Azteca-Tasqueña, siendo la primera vez desde su inauguración en 1986, que se realiza un mantenimiento de estas proporciones.
- 2019: en Ciudad de Panamá, Laurentino Cortizo jura como presidente de Panamá para el periodo 2019-2024.
- 2020: entra en vigor el T-MEC.[1]
- 2022: en Bogotá (Colombia) fin de la emisora Oxígeno by Los 40 e inicio de Los 40 Urban (Colombia)
- 2024: En Panamá, José Raúl Mulino toma posesión como presidente de Panamá para el periodo 2024-2029.
- 2025: El político español Santos Cerdán es encarcelado por el caso Koldo, debilitando así a la administración de Pedro Sánchez.

## Nacimientos
- 1268: Felipe IV de Francia, rey de Francia entre 1285 y 1314 (f. 1314).
- 1336: Felipe de Valois, aristócrata francés (f. 1376).
- 1368: Braccio da Montone, militar italiano (f. 1424).
- 1381: Lorenzo Giustiniani, obispo italiano (f. 1456).
- 1481: Cristián II, rey danés y noruego entre 1513 y 1523 y sueco entre 1520 y 1521 (f. 1559).
- 1506: Luis II, rey húngaro entre 1516 y 1526 (f. 1526).
- 1534: Federico II, rey danés y noruego (f. 1588).
- 1586: Claudio Saracini, laudista y compositor italiano (f. 1630).
- 1646: Gottfried Wilhelm Leibniz, matemático, científico, teólogo y filósofo alemán, padre del sistema binario (f. 1716).
- 1723: Pedro Rodríguez de Campomanes, jurista, economista y político español, asesor del rey (f. 1802).
- 1742: Georg Christoph Lichtenberg, científico y escritor alemán (f. 1799).
- 1772: Rafael Esteve, grabador español (f. 1847).
- 1780: Carl von Clausewitz, militar prusiano (f. 1831).
- 1788: Jean-Victor Poncelet, matemático e ingeniero francés (f. 1867).
- 1789: Francisco Javier Mina Larrea, militar español (f. 1817).
- 1804: George Sand, escritora francesa (f. 1876).
- 1813: Abbas I, valí egipcio (f. 1854).
- 1818: Ignacio Felipe Semmelweis, médico y obstetra húngaro (f. 1865).
- 1818: Karl von Vierordt, médico, psicólogo y académico alemán (f. 1884).
- 1818:  Ignaz Semmelweis médico húngaro de origen alemán (f. 1865).
- 1838: Ambroise Baudry, arquitecto francés (f. 1906).
- 1844: Verney Lovett Cameron, explorador británico.
- 1844: Julia da Costa, cuentista y poetisa brasileña (f. 1911).
- 1853: Manuel Sebastián Campos Sánchez, político chileno (f. 1930).
- 1859: Édouard-Alfred Martel, espeleólogo francés padre de la espeleología moderna (f. 1938).
- 1872: Louis Blériot, aviador e ingeniero francés (f. 1936).
- 1873: Alice Guy-Blaché, cineasta, productora y guionista estadounidense (f. 1968).
- 1879: Léon Jouhaux, sindicalista francés, premio nobel de la paz en 1951 (f. 1954).
- 1880 (supuestamente): Tuti Yusúpova, mujer supercentenaria uzbeka (f. 2015)[2]
- 1891: Nicolás Franco, militar y político español (f. 1977).
- 1892: James M. Cain, escritor y periodista estadounidense (f. 1977).
- 1892: Jean Lurçat, pintor, ceramista y tapicera francés (f. 1966).
- 1894: Julio Vilamajó, arquitecto uruguayo (f. 1948).
- 1895: Roberto Ojeda Campana, músico peruano (f. 1983).
- 1896: Federico Peña, abogado y político chileno (f. 1964).
- 1899: Thomas A. Dorsey, compositor estadounidense (f. 1993).
- 1899: Charles Laughton, actor y cineasta británico (f. 1962).
- 1899: Konstantinos Tsatsos, político y erudito griego, Presidente de Grecia entre 1975 y 1980 (f. 1987).
- 1902: William Wyler, cineasta, productor y guionista francoestadounidense, tres veces ganador del premio Óscar (f. 1981).
- 1902: Félix Quesada, futbolista y entrenador español (f. 1959).
- 1902: Josep Lluís Sert, arquitecto español (f. 1983).
- 1903: Amy Johnson, aviadora británica (f. 1941).
- 1903: Beatrix Lehmann, actriz, cineasta y escritora británica (f. 1979).
- 1906: Alfonso Corona del Rosal, abogado, militar y político mexicano (f. 2000).
- 1906: Jean Dieudonné, matemático y académico francés (f. 1992).
- 1906: Estée Lauder, empresaria estadounidense (f. 2004).
- 1907: Norman Pirie, bioquímico y virólogo británico (f. 1997).
- 1908: Luis Regueiro, futbolista español (f. 1995).
- 1908: Raúl de Anda, actor y cineasta mexicano (f. 1997).
- 1909: Juan Carlos Onetti, escritor uruguayo (f. 1994).
- 1913: Joana Raspall, escritora, lexicóloga y bibliotecaria española (f. 2013).
- 1915: Willie Dixon, músico, cantante, guitarrista y productor estadounidense de blues (f. 1992).
- 1915: Oscar Valicelli, actor argentino (f. 1999).
- 1916: Olivia de Havilland, actriz estadounidense (f. 2020).
- 1916: Iosif Shklovsky, astrónomo y astrofísico ucraniano (f. 1985).
- 1917: Álvaro Domecq Díez, ganadero y empresario español (f. 2005).
- 1917: Richard A. Howard, botánico estadounidense (f. 2003).
- 1917: Humphry Osmond, psiquiatra y militar británico (f. 2004).
- 1921: Gerard Debreu, economista estadounidense de origen francés, premio nobel de economía en 1983 (f. 2004).
- 1921: Seretse Khama, abogado, político y presidente botsuano entre 1966 y 1980 (f. 1980).
- 1924: Antoni Ramallets, futbolista español (f. 2013).
- 1925: Farley Granger, actor y cantante estadounidense (f. 2011).
- 1926: Juan Jaime Cesio, militar argentino, activista de los derechos humanos durante la dictadura (f. 2017).
- 1926: Robert Fogel, economista e historiador estadounidense, premio en Ciencias Económicas en memoria de Alfred Nobel en 1993 (f. 2013).
- 1926: Hans Werner Henze, compositor y educador alemán (f. 2012).
- 1926: Atilio Stampone, pianista y compositor argentino.
- 1928: Roberto Maidana, periodista argentino (f. 2007).
- 1929: Gerald M. Edelman, biólogo e inmunólogo estadounidense, premio nobel de medicina en 1972 (f. 2014).
- 1930: Moustapha Akkad, cineasta y productor sirio (f. 2005).
- 1931: Leslie Caron, actriz y bailarina francesa.
- 1931: Seyni Kountché, presidente nigeriano (f. 1987).
- 1933: Félix Ayo, violinista español.
- 1933: María Pascual, dibujante de historietas e ilustradora española (f. 2011).
- 1934: Claude Berrí, actor, cineasta y guionista francés (f. 2009).
- 1934: Jean Marsh, actriz y guionista británica.
- 1934: Sydney Pollack, cineasta, actor y productor estadounidense (f. 2008).
- 1935: James Cotton, armonicista, cantante y compositor estadounidense de blues (f. 2017).
- 1935: David Prowse, actor y fisicoculturista británico (f. 2020).
- 1936: Syl Johnson, cantante, guitarrista y productor discográfico estadounidense (f. 2022).
- 1938: Hariprasad Chaurasia, flautista y compositor indio.
- 1939: Karen Black, actriz, cantante y guionista estadounidense (f. 2013).
- 1939: José Antonio Marina, filósofo, ensayista y pedagogo español.
- 1941: Alfred G. Gilman, farmacólogo y bioquímico estadounidense, premio nobel de medicina o fisiología en 1994 (f. 2015).
- 1941: Myron Scholes, economista canadiense, Premio de Economía Conmemorativo de Alfred Nobel en 1997.
- 1941: Twyla Tharp, bailarina y coreógrafa estadounidense.
- 1941: Federico Campbell, escritor mexicano (f. 2014).
- 1942: Izzat Ibrahim al-Douri, militar iraquí (f. 2020).
- 1942: Geneviève Bujold, actriz canadiense.
- 1942: Andraé Crouch, cantante, compositor, productor y pastor estadounidense (f. 2015).
- 1942: Mario Rapoport, economista, intelectual y catedrático argentino.
- 1943: Atilio Borón, sociólogo, politólogo, catedrático y ensayista argentino.
- 1944: Germán Dehesa, periodista, escritor y locutor mexicano (f. 2010).
- 1944: Lew Rockwell, escritor y activista estadounidense.
- 1944: Fernando José Salgueiro Maia, militar portugués (f. 1992).
- 1945: Debbie Harry, cantante, compositora y actriz estadounidense, de la banda Blondie.
- 1946: Mick Aston, arqueólogo y académico británico (f. 2013).
- 1946: Mireya Moscoso, política panameña.
- 1947: Kazuyoshi Hoshino, piloto japonés.
- 1947: Malcolm Wicks, académico y político británico (f. 2012).
- 1948: John Ford, cantante, compositor y guitarrista británico, de la banda Strawbs.
- 1949: John Farnham, cantante y compositor australiano.
- 1950: David Duke, activista, escritor y político estadounidense.
- 1951: Trevor Eve, actor y productor británico
- 1951: Tom Kozelko, baloncestista estadounidense.
- 1951: Terrence Mann, actor, cantante y bailarín estadounidense.
- 1951: José Nazabal, ciclista español.
- 1951: Fred Schneider, cantante, compositor y tecladista estadounidense, de la banda The B-52's.
- 1951: Victor Willis, cantante, compositor, pianista y actor estadounidense, de la banda Village People.
- 1952: Dan Aykroyd, actor, guionista de cine, productor y escritor canadiense.
- 1952: David Lane, oncólogo y académico británico (f. 2007).
- 1953: Lawrence Gonzi, abogado y político maltés, Primer ministro de Malta entre 2004 y 2013.
- 1953: Jadranka Kosor, periodista y política croata, Primera ministra de Croacia entre 2009 y 2011.
- 1953: Jesús María Sanz Iparraguirre, cantautor español.
- 1954: Abu Mahdi al-Muhandis, militar iraquí (f. 2020).
- 1955: Li Keqiang, economista y político chino (f. 2023).
- 1956: Ernesto Sáenz de Buruaga, periodista español.
- 1956: Alan Ruck, actor estadounidense.
- 1957: Lisa Blount, actriz y productora estadounidense (f. 2010).
- 1961: Kalpana Chawla, astronauta estadounidense de origen indio (f. 2003).
- 1961: Bastián Bodenhöfer, actor chileno.
- 1961: Malcolm Elliott, ciclista británico.
- 1961: Lady Di (Diana Spencer), aristócrata y filántropa británica (f. 1997).
- 1961: Carl Lewis, atleta estadounidense
- 1961: Michelle Wright, cantante, compositor y guitarrista canadiense
- 1962: Andre Braugher, actor y productor estadounidense.
- 1963: Roddy Bottum, cantante y tecladista estadounidense, de la banda Faith No More.
- 1964: Bernard Laporte, rugbista, entrenador de rugby y político francés.
- 1964: Cristina Cifuentes, política española.
- 1965: Tito Beltrán, tenor chileno.
- 1965: Harald Zwart, director y productor noruego.
- 1966: Rafael Simancas, político español de origen alemán.
- 1966: Elias John Kwandikwa, político tanzano (f. 2021)
- 1967: Pamela Anderson, actriz y modelo canadiense-estadounidense.

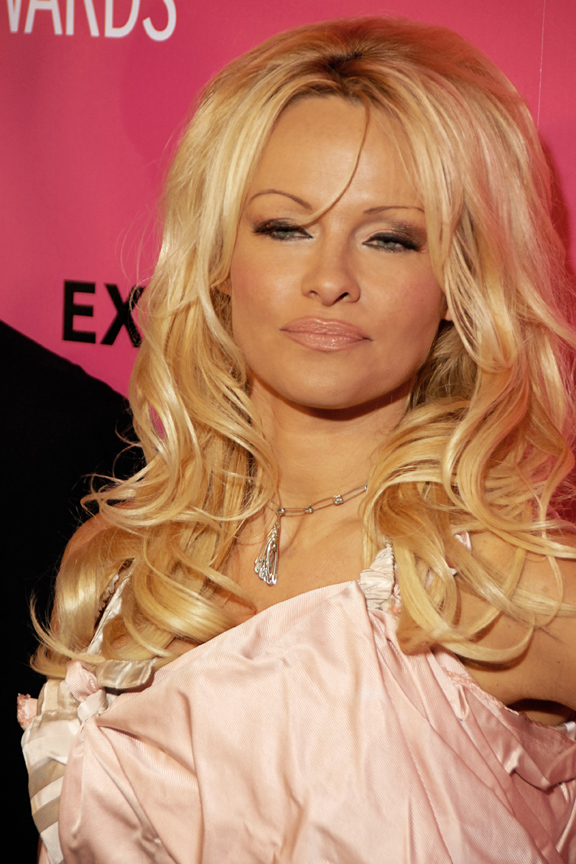

- 1967: Marisa Monte, cantante brasileña, de la banda Tribalistas.
- 1968: Jordi Mollà, actor, director y guionista español.
- 1971: Missy Elliott, cantante, rapera, productora, bailarina y actriz estadounidense.
- 1971: Cecilia Lueza, pintora y escultora argentina expatriada en Estados Unidos.
- 1971: Julianne Nicholson, actriz estadounidense.
- 1972: Claire Forlani, actriz británica.
- 1972: Tetsu Inada, seiyū japonéses.
- 1972: Steffi Nerius, lanzadora alemana de jabalina.
- 1973: Hermes Javier Leandro Villamea Billordo, abogado argentino.
- 1974: Petar Krpan, futbolista croata.
- 1974: Jefferson Pérez, corredor de marcha ecuatoriano.
- 1974: Octavi Pujades, actor español.
- 1975: Sean Colson, baloncestista y entrenador estadounidense.
- 1975: Íngrid Cruz, actriz chilena.
- 1975: Sufjan Stevens, músico y cantautor estadounidense.
- 1975: Ismael del Toro, político mexicano.
- 1976: Ángel de Brito, conductor de televisión y periodista argentino.
- 1976: Patrick Kluivert, futbolista neerlandés.
- 1976: Justin Lo, cantante, compositor y actor hongkonés.
- 1976: Ruud van Nistelrooy, futbolista neerlandés.
- 1976: Thomas Sadoski, actor estadounidense.
- 1976: Hannu Tihinen, futbolista finlandés.
- 1977: Tom Frager, cantante, compositor y guitarrista senegalés.
- 1977: Jarome Iginla, jugador canadiense de hockey sobre hielo.
- 1977: Verónica Sánchez, actriz española.
- 1977: Liv Tyler, actriz y modelo estadounidense.
- 1978: Alessandra Aguilar, atleta española.
- 1979: Forrest Griffin, artista marcial y actor estadounidense.
- 1980: Nelson Cruz, beisbolista dominicano.
- 1980: Youssef Mohamad, futbolista libanés.
- 1981: Uday Taleb, futbolista iraquí.
- 1982: Bassim Abbas, futbolista iraquí.
- 1982: Hilarie Burton, actriz estadounidense.
- 1982: Luciano Leguizamón, futbolista argentino.
- 1982: Johann Tschopp, ciclista suizo.
- 1983: Tanya Chisholm, actriz estadounidense.
- 1983: Marit Larsen, cantante, compositora y tecladista noruega de la banda M2M.
- 1983: Leeteuk (Park Jung-soo), cantante y actor surcoreano, de la banda Super Junior.
- 1983: María Inés Guerra, presentadora y cantante mexicana.
- 1984: Bracey Wright, baloncestista estadounidense.
- 1985: Léa Seydoux, actriz francesa.
- 1986: Agnez Mo, cantante, compositora, productora y actriz indonesia.
- 1986: Giovanni Moreno, futbolista colombiano.
- 1988: Anderson Vital da Silva, futbolista brasileño.
- 1988: Marco Tagbajumi, futbolista nigeriano.
- 1989: Kent Bazemore, baloncestista estadounidense.
- 1989: Mitch Hewer, actor, cantante y bailarín británico.
- 1989: Leah McFall, cantante y compositor norirlandés.
- 1989: Daniel Ricciardo, piloto australiano de F1.
- 1989: Hannah Murray, actriz británica.
- 1991: Annalie Longo, futbolista neozelandesa.
- 1991: Lucas Vázquez, futbolista español.
- 1996: Anderson Angulo, futbolista colombiano.
- 1996: Juan Manuel Álvarez, futbolista mexicano.
- 1996: Adelina Sotnikova, patinadora rusa.
- 1996: Sandro Michel, piloto de bobsleigh suizo.
- 1996: Yuya Nagasawa, futbolista japonés.
- 1996: Sō Hirao, futbolista japonés.
- 1997: Anthony Caci, futbolista francés.
- 1997: Mahir Madatov, futbolista azerí.
- 1997: Mohamed El Hankouri, futbolista neerlandés.
- 1997: Simon Guglielmi, ciclista francés.
- 1998: Mikael Anderson, futbolista islandés.
- 1998: Jordi Meeus, ciclista belga.
- 1998: Nicholas Lavery, remero australiano.
- 1998: Gjon's Tears, cantante suizo y representante de Suiza en Eurovisión 2021.
- 1998: Aamet Calderón, futbolista peruano.
- 1999: Kanya Fujimoto, futbolista japonés.
- 1999: Tiago Banega, futbolista argentino.
- 1999: Matteo Jorgenson, ciclista estadounidense.
- 1999: Yelizaveta Bondarenko, atleta rusa.
- 1999: Jair Camargo, beisbolista colombiano.
- 1999: Charles Armstrong-Jones, noble británico.
- 1999: Yaroslav Potapov, nadador ruso.
- 1999: Ramiro Vaca, futbolista boliviano.
- 2000: Marco Carnesecchi, futbolista italiano.
- 2000: Domen Makuc, balonmanista esloveno.
- 2000: Mark Mazheika, atleta bielorruso.
- 2000: Nadezhda Nguen, halterófila búlgara.
- 2000: Simas Jarumbauskas, baloncestista lituano.
- 2000: DeMarvin Leal, jugador de fútbol americano estadounidense.
- 2000: Faris Moumbagna, futbolista camerunés.
- 2001: Chosen Jacobs, actor, cantante y músico estadounidense.
- 2001: Mika Mármol, futbolista español.
- 2003: Tate McRae, cantante canadiense.
- 2004: Alejandro Garnacho, futbolista argentino.
- 2006: Muriel Furrer, ciclista suiza (f. 2024).

## Fallecimientos
- 552: Totila, rey ostrogodo entre 542 y 552 (n. 516).
- 1109: Alfonso VI de León, aristócrata leonés, “rey” de León, Galicia y Castilla (n. 1040).
- 1277: Baibars, sultán egipcio (n. 1223).
- 1321: María de Molina, reina consorte de Castilla (n. c. 1264).
- 1482: Alfonso Carrillo de Acuña, sacerdote español, arzobispo de Toledo (n. 1410).
- 1614: Isaac Casaubon, filólogo y erudito francés (n. 1559).
- 1736: Ahmed III, sultán otomano entre 1703 y 1730 (n. 1673).
- 1756: Giambattista Nolli, arquitecto y topógrafo italiano (n. 1701).
- 1782: Charles Watson-Wentworth, primer ministro británico (n. 1730).
- 1784: Wilhelm Friedemann Bach, organista y compositor alemán (n. 1710).
- 1839: Mahmud II, sultán otomano (n. 1785).
- 1843: Domingo Caycedo, militar, estadista y político colombiano (n. 1783).
- 1855: Antonio Rosmini, pensador italiano (n. 1797).
- 1860: Charles Goodyear, químico e ingeniero estadounidense (n. 1800).
- 1866: Francisco Armero Peñaranda, político español (n. 1804).
- 1876: Mijaíl Bakunin, político y ensayista anarquista ruso (n. 1814).
- 1884: Allan Pinkerton, detective y espía británico-estadounidense (n. 1819).
- 1896: Leandro N. Alem, político argentino; suicidio (n. 1842).
- 1896: Harriet Beecher Stowe, escritora y activista estadounidense (n. 1811).
- 1904: George Watts, pintor y escultor británico (n. 1817).
- 1905: John Hay, periodista y político estadounidense (n. 1838).
- 1912: Harriet Quimby, aviadora y guionista estadounidense (n. 1875).
- 1925: Erik Satie, pianista y compositor francés (n. 1866).
- 1927: Pedro Nel Ospina, militar y político colombiano (n. 1858).
- 1934: Paul Röhrbein, militar alemán (n. 1890).
- 1940: Ben Turpin, actor estadounidense (n. 1869).
- 1943: Willem Arondeus, artista, escritor y guerrillero antinazi neerlandés (n. 1894).
- 1944: Carl Mayer, guionista austriaco-británico (n. 1894).
- 1944: Tatiana Sávicheva (14), niña soviética, víctima del sitio nazi contra Leningrado (n. 1930).
- 1948: Achille Varzi, piloto de automovilismo italiano (n. 1904).
- 1950: Émile Jaques-Dalcroze, compositor y educador suizo (n. 1865).
- 1950: Eliel Saarinen, arquitecto finlandés (n. 1873).
- 1951: Tadeusz Borowski, poeta, novelista y periodista polaco (n. 1922).
- 1954: Thea von Harbou, actriz, escritora y guionista alemana (n. 1888).
- 1958: Rudolf von Laban, profesor de danza y artista húngaro (n. 1879).
- 1959: Nicolás Urcelay, cantante mexicano (n. 1919).
- 1961: Louis-Ferdinand Céline, escritor y médico francés (n. 1894).
- 1964: Julio Casares, filólogo, diplomático y violinista español (n. 1877).
- 1964: Pierre Monteux, director de orquesta y violista francés (n. 1875).
- 1966: Pauline Boty, pintora británica (n. 1938).
- 1967: Gerhard Ritter, historiador y académico alemán (n. 1888).
- 1968: Fritz Bauer, juez y político alemán (n. 1903).
- 1971: Camilo Alonso Vega, militar español (n. 1885).
- 1971: William Lawrence Bragg, físico británico, premio nobel de física en 1915 (n. 1890).
- 1974: Juan Domingo Perón, político y militar argentino, presidente entre 1946-1955 y 1973-1974 (n. 1895).
- 1976: Anneliese Michel (23), joven alemana que creía estar poseída por demonios (n. 1952).
- 1978: Claude Eatherly (59), aviador estadounidense (n. 1918); piloteó el avión de reconocimiento climático que apoyó el atentado terrorista atómico contra la población civil de la ciudad de Hiroshima (Japón) el 6 de agosto de 1945.
- 1978: Kurt Student, general y piloto alemán (n. 1890).
- 1980: Charles Percy Snow, escritor, crítico y científico británico (n. 1905).
- 1981: Marcel Lajos Breuer, arquitecto y diseñador estadounidense (n. 1902).
- 1981: Rushton Moreve (32), bajista y compositor estadounidense (n. 1948), miembro de la banda Steppenwolf; accidente automovilístico.
- 1981: Carlos de Oliveira, escritor y poeta portugués (n. 1921).
- 1981: Jirí Voskovec, actor checo expatriado en Estados Unidos (n. 1905).
- 1983: Buckminster Fuller, arquitecto estadounidense (n. 1895).
- 1984: Moshé Feldenkrais, físico y académico ucraniano expatriado en Israel (n. 1904).
- 1985: Pedro Aleandro, actor argentino (n. 1910).
- 1986: Ernesto Deira, artista argentino (n. 1928).
- 1987: Snakefinger, cantante, compositor y guitarrista británico, de la banda The Residents (n. 1949).
- 1990: Mario Cabré, presentador de televisión y actor español (n. 1916).
- 1991: Michael Landon, actor, director y productor estadounidense (n. 1936).
- 1992: Franco Cristaldi, guionista y productor italiano (n. 1924).
- 1992: Valentín Márkov, oficial militar de la Fuerza Aérea Soviética (n. 1910).
- 1996: Margaux Hemingway, modelo y actriz estadounidense (n. 1954).
- 1997: Robert Mitchum, actor estadounidense (n. 1917).
- 1999: Dennis Brown, músico jamaicano de reggae (n. 1957).
- 1999: Edward Dmytryk, cineasta y productor canadiense-estadounidense (n. 1908).
- 1999: Guy Mitchell, cantante y actor estadounidense (n. 1927).
- 1999: Sylvia Sidney, actriz estadounidense (n. 1910).
- 2000: Walter Matthau, actor y cantante estadounidense (n. 1920).
- 2001: Nikolái Básov, físico soviético, premio nobel de física en 1964 (n. 1922).
- 2002: Pedro Maratea, actor argentino (n. 1912).
- 2003: Herbie Mann, flautista y saxofonista estadounidense de jazz (n. 1930).
- 2003: N!xau, campesino y actor namibio (n. 1944).
- 2003: Chicho Sánchez Ferlosio, cantautor y anarquista español (n. 1940).
- 2004: Peter Barnes, escritor británico (n. 1931).
- 2004: Marlon Brando, actor y director estadounidense (n. 1924).
- 2005: Guillermo Patricio Kelly, político argentino (n. 1922).
- 2005: Luther Vandross, cantante, compositor y productor estadounidense (n. 1951).
- 2006: Benjamin Hendrickson, actor estadounidense (n. 1950).
- 2006: Ryutaro Hashimoto, político y primer ministro japonés (n. 1937).
- 2007: Juan José Lujambio, periodista deportivo argentino (n. 1938).
- 2008: Lucio Ballesteros, periodista y poeta español (n. 1906).
- 2008: Mel Galley, guitarrista británico, de la banda Whitesnake (n. 1948).
- 2009: Karl Malden, actor estadounidense (n. 1912).
- 2009: Baltasar Porcel, escritor español (n. 1937)
- 2010: Ramón Ayerra, jurista, escritor y humorista español (n. 1937).
- 2012: Evelyn Lear, soprano estadounidense (n. 1926).
- 2012: Alan G. Poindexter, militar y astronauta estadounidense (n. 1961).
- 2013: Gary Shearston, cantante y compositor australiano (n. 1939).
- 2015: Nicholas Winton, militar y filántropo británico (n. 1909).
- 2016: Yves Bonnefoy, poeta francés (n. 1923).
- 2019: Norman Geisler, teólogo y apologeta estadounidense (n. 1932).
- 2020: Hugh Downs, presentador de televisión y locutor estadounidense (n. 1921).
- 2022: Richard Taruskin, director de orquesta y musicólogo estadounidense (n. 1945).
- 2023: Victoria Amelina, escritora y novelista ucraniana (n. 1986).
- 2024: Ismail Kadare, escritor albanés (n. 1936).
- 2025: Jimmy Swaggart, predicador estadounidense (n. 1935).

## Celebraciones
- Día Internacional del Reggae.

- Día Internacional del Chiste.[3]

- Día Internacional de la Fruta.[4][5]

 Por países
(Por orden alfabético)
- Argentina:
  - Día del Arquitecto.[6]
  - Día del Ingeniero Químico.[7]
  - Día del Historiador.[8]
  - Día del Abastecedor de la Fuerza Aérea Argentina.
En 2018, el jefe de Estado Mayor General instituye esta celebración por Resolución n.º 712/18.
    -  Misiones: 
      - Día Provincial del Árbol.[9]

- Australia:
  -  Territorio del Norte: 
    - Día del Territorio. Este es el único día del año, aparte del Año Nuevo Chino, en el que los fuegos artificiales están permitidos. En Darwin, las principales celebraciones se producen en Mindil Beach, donde un gran espectáculo pirotécnico es encargado por el gobierno.
(en inglés: Territory Day)

- Baréin:
  - Día del Ingeniero.
(en inglés: Engineer's Day).

- Bolivia:
  - Día del Motociclista.

- Botsuana:
  - Día de Seretse Khama, cumpleaños de quien fue el primer Presidente de la República de Botsuana.
(en inglés: Sir Seretse Khama Day).

- Burundi:
  - Día de la Independencia (de Bélgica en 1962).

- Canadá:
  - Día de Canadá.[10]

- China:
  - Día de la fundación del Partido Comunista de China.
01 de julio de 1921 (104 años).
    -  Día del establecimiento de la Región Administrativa Especial de Hong Kong.
(en inglés: Hong Kong Special Administrative Region Establishment Day)

- El Salvador:
  - Día del Pescador.

- Estados Unidos:
  - Día de Bobby Bonilla.
(en inglés: Bobby Bonilla Day).

- Ghana:
  - Día de la República.
(en inglés: Republic Day)

- Hungría:
  - Día de los Funcionarios y Servidores Públicos.
(en inglés: Day of Officials and Civil Servants)

- India:
  - Día del Médico.
(en inglés: Doctors' Day)
  - Van Mahotsav o Festival del Bosque.
(en inglés: Forest Festival)

- México:
  - Día del Ingeniero.[11]

- Pakistán:
  - Día del Niño.
(en inglés: Children's Day)

- Portugal:
  -  Día de Madeira.
(en portugués: Dia da Madeira)

- Ruanda:
  - Día de la Independencia.

- Singapur:
  - Día de las Fuerzas Armadas. (desde 1969).
(en inglés: Armed Forces Day).

- Somalia:
  - Día de la Independencia.

- Surinam:
  - Ketikoti (cadena cortada), día en que se conmemora el Día de la Emancipación (fin de la esclavitud).

### Santoral católico

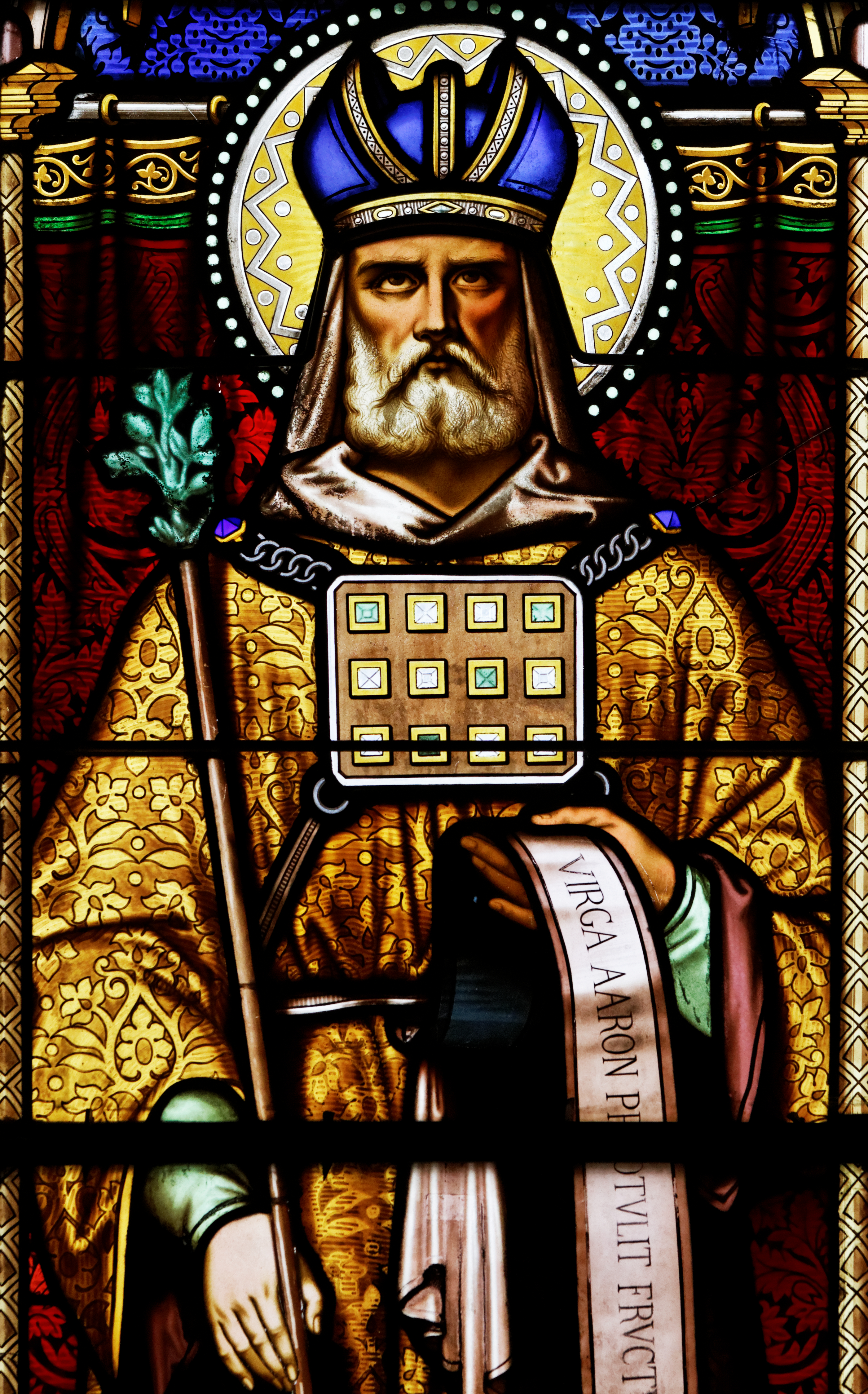
San Aarón.

- Fiesta de la Preciosísima Sangre de Nuestro Señor Jesucristo.
- Señor de Chalma Cristo, que se venera en el estado de México.
- San Aarón, de la tribu de Leví.[12](imagen ilustrativa).
- San Martín de Vienne]], obispo (s. III).[12]
- San Domiciano de Bebrón, abad (s. V).[12]
- San Teodorico de Mont d'Hor, presbítero (533).[12]
- San Eparquio de Angulema, presbítero (581).[12]
- San Golveno, obispo (s. VI).[12]
- San Carilefo de Anille, abad (s. VI).[12]
- Beatos Jorge Beesley y Montford Scott, presbíteros y mártires (1591).
- Beato Tomás Maxfield, presbítero y mártir, que (1616).[12]
- San Oliverio Plunkett, obispo de Armagh y mártir (1681).[12]
- Beatos Juan Bautista Duverneuil, carmelita descalzo, y Pedro Aredio Labrouche de Laborderie, canónigo de Clermont, presbíteros y mártires (1794).
- Beato Ignacio Falzon (1865).[12]
- San Zhang Huailu, mártir (1900).[12]
- Santos Justino Orona y Atilano Cruz, presbíteros y mártires (1928).
- Beato Juan Nepomuceno Chrzan, presbítero y mártir (1942).[12]